# 漢西一路駅
漢西一路駅（かんせいいちろえき）は湖北省武漢市礄口区に位置する武漢地下鉄1号線の駅である。

## 利用可能な鉄道路線
- 武漢地下鉄
  - ■1号線

## 歴史
- 2010年7月29日 - 1号線開通。

## 隣の駅
武漢地下鉄
■1号線
宗関駅 - 漢西一路駅 - 古田四路駅
座標: 北緯30度35分16秒 東経114度12分50秒 / 北緯30.58777度 東経114.21375度